# Don Choi
Don Choi est un athlète américain, né le 23 juillet 1948, adepte de la course d'ultrafond et organisateur de la première course moderne de six jours sur une piste à Woodside en 1980.

## Biographie
Don Choi est organisateur de la première course moderne de six jours sur une piste à Woodside en 1980,.

## Records personnels
Statistiques de Don Choi d'après la Deutsche Ultramarathon-Vereinigung (DUV) :
- 100 km route : 9 h 11 min 3 s aux 100 km Jed Smith Ultra Classic (États-Unis) en 1991
- 12 heures route : 114,640 km aux 12 heures Self-Transcendance de Paris en 1989
- 24 heures route : 186,702 km 24 heures Self-Transcendence de Bâle en 1990
- 48 heures piste : 278,416 km aux 6 jours de Nottingham en 1982 (48 h split)
- 48 heures ? : 365,321 km en 1985[4]
- 6 jours piste : 823,200 km aux 6 jours de New York en 1984[4]
- 1 000 miles route : 15 j 6 h 24 min aux Sri Chinmoy 1 000 mile Road Race à Flushing Meadows en 1985[5],[6]